# St. Jakobi (Oelsnitz)

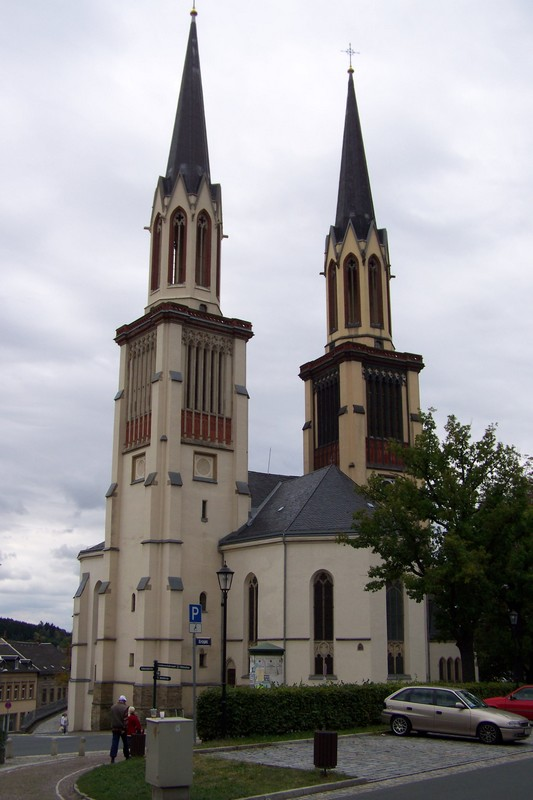
St. Jakobi (Oelsnitz)

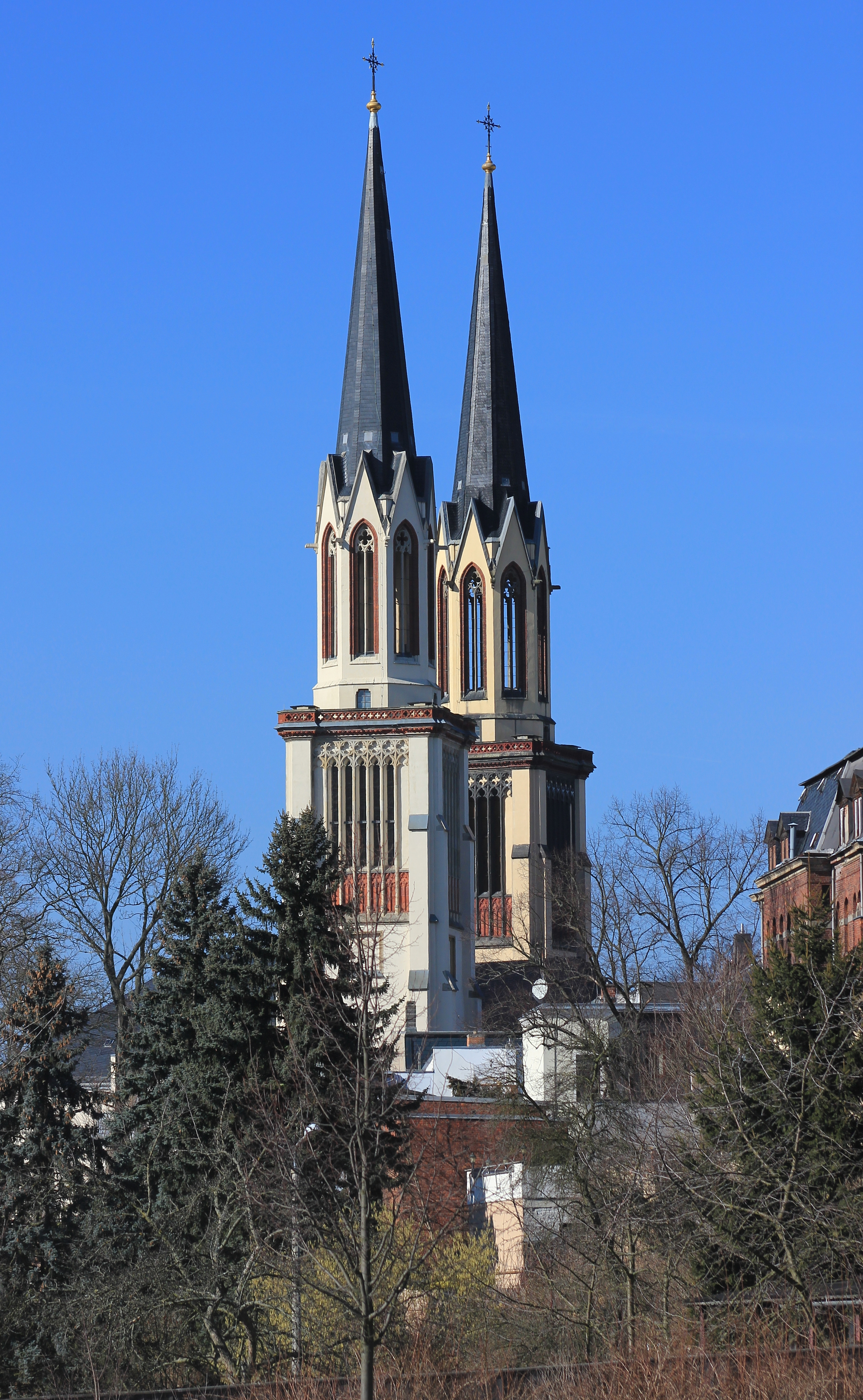
Türme der Jakobikirche im Stadtbild

Die evangelische Kirche St. Jakobi ist eine spätgotische Hallenkirche in Oelsnitz/Vogtl. im Vogtlandkreis in Sachsen. Sie gehört zur Kirchengemeinde Oelsnitz/Vogtland in der Evangelisch-Lutherischen Landeskirche Sachsens und dominiert mit ihrem charakteristischen neugotischen Turmpaar die Stadtsilhouette von Oelsnitz.

## Geschichte und Architektur
Die Jakobikirche in Oelsnitz wurde erstmals 1227 urkundlich erwähnt. Das heutige Bauwerk ist eine asymmetrische Hallenkirche, die in der Ostecke der früher ummauerten Altstadt liegt. Die ältesten Teile sind die Unterbauten der beiden Türme, die wohl noch aus dem 13. Jahrhundert stammen. Die Grundmauern und die Krypta entstanden 1340. Die wesentlichen Teile des heutigen Bauwerks stammen jedoch von einer grundlegenden Umgestaltung in den Jahren von 1488 bis 1588. Weitere Umbauten nach Bränden erfolgten in den Jahren 1634 und 1720. Die letzte große Umgestaltung im Stil der Neugotik erfolgte nach dem Stadtbrand von 1859. In den Jahren 1867/1868 wurden die später vereinfachten neugotischen Turmaufbauten von 73,5 m Höhe errichtet. Im Jahr 1888 wurde eine tiefgreifende Veränderung des Außenbaus durch Christian Schramm vorgenommen. Danach wurde bis 1904 das Innere durch Julius Zeißig neu ausgestattet. Im Jahr 1962 wurde eine Innenrestaurierung mit einer Wiederherstellung der farbigen Fassung von 1634 durchgeführt. Von 1984 bis 1986 wurden Teile des Nordturms unter Verwendung von Beton unsachgemäß erneuert. Ab 1991 erfolgten umfangreiche Restaurierungen des Äußeren.
Die Kirche ist ein verputzter Bruchsteinbau mit eingezogenen Strebepfeilern und steilen Schieferdächern. Die annähernd quadratische Hallenkirche ist mit einem Querschiff und einem Chor mit polygonalem Schluss ausgestattet. In den Winkeln zwischen Chor und Querschiff sind die Türme mit in den Untergeschossen quadratischem Grundriss angeordnet, darüber erheben sich die neugotischen achteckigen Glockengeschosse mit spitzen Turmhelmen. Spitzbogenfenster erhellen das zweischiffige Innere der Halle mit erhöhtem Chor. Das Sterngewölbe mit barocken Hängeschlusssteinen wird von schlanken Achteckpfeilern getragen. Der Raumeindruck wird durch die Empore geprägt, die das Hauptschiff über Flachbögen umschließt und sich in den Chor fortsetzt. Unter der Empore des südlichen Querschiffs ist ein reich gestaltetes Stichkappengewölbe in Sternform mit angeputzten Graten eingezogen.

## Ausstattung
Die wesentlichen Teile der Ausstattung gehören der Neugotik an. Der Altar mit einer gemalten Darstellung des Mahles in Emmaus entstand 1888. Gleichzeitig wurde die auf einer Säule mit einem Knospenkapitell ruhende Kanzel mit geschnitzten Darstellungen der Evangelisten am Kanzelkorb geschaffen. Der klassizistische Taufstein ist ein Werk von Ernst Rietschel aus dem Jahr 1833. Farbige Glasmalereien zeigen die Geburt Christi, die Himmelfahrt und das Pfingstwunder. In der Sakristei finden sich zwei Fenster mit den Darstellungen Luthers und Melanchthons.
Im ersten nördlichen Langhausjoch sind Gemälde des ehemaligen barocken Altars mit einer Darstellung der Kreuzigung des Malers Christoph Langer aus Eger von 1770 erhalten. Im südlichen Langhaus sind Entwurfszeichnungen des ehemaligen Altars und ein Altarbild mit einer Darstellung der Grablegung Christi aus dem 18. Jahrhundert erhalten. Ein lebensgroßes, auf 1515 datiertes Kruzifix stammt aus der Katharinenkirche. Drei spätgotische Apostelfiguren vom Anfang des 16. Jahrhunderts stammen aus Posseck im Vogtlandkreis. Unter der Empore ist ein ganzfiguriges Porträt des sogenannten Brandmeier von etwa 1720 erhalten. Unter der südlichen Empore wird ein großformatiges Gemälde mit einer Darstellung der Heimkehr des verlorenen Sohnes in der Art Rembrandts aus dem 19. Jahrhundert aufbewahrt.
Die Orgel ist ein Werk von Jehmlich aus dem Jahr 1930 unter Verwendung eines Teils des Pfeifenwerks der Vorgängerorgel von Christian Gottlob Steinmüller aus dem Jahr 1841/42. Mit 65 Registern auf drei Manualen und Pedal ist sie die größte Orgel des Vogtlands. Sie wurde 2005 durch die Firma Thomas Jann wiederhergestellt und mit einer neuen Setzerkombination versehen. Das Geläut der Kirche besteht aus vier Glocken.
Zwei ornamentale Grabdenkmäler für D. Engelschall († 1665) und G. Dzierzanowski († 1747) sind schließlich zu erwähnen.

## Geläut
Das Geläut besteht aus zwei Eisenhartgussglocken und zwei Bronzeglocken, der Glockenstuhl ist aus Eichenholz und drei Glockenjoche sind aus Stahl beziehungsweise Gusseisen und einer aus Eichenholz gefertigt.
Im Folgenden eine Datenübersicht des Geläutes:
| Nr. | Gussdatum       | Gießer                                 | Material      | Durchmesser | Masse   | Schlagton |
| --- | --------------- | -------------------------------------- | ------------- | ----------- | ------- | --------- |
| 1   | 1866            | Glockengießerei G.A. Jauck             | Bronze        | 1625 mm     | 2330 kg | h°        |
| 2   | 1957            | Glockengießerei Schilling & Lattermann | Eisenhartguss | 1650 mm     | 2050 kg | es′       |
| 3   | 1957            | Glockengießerei Schilling & Lattermann | Eisenhartguss | 1380 mm     | 1150 kg | ges′      |
| 4   | 12. Jahrhundert | Glockengießerei unbekannt              | Bronze        | 746 mm      | 275 kg  | as′       |